# Brabantse Pijl 2001
De 41e editie van de Brabantse Pijl (Frans: Fleche Brabançonne) vond plaats op zondag 1 april 2001. Michael Boogerd won deze eendaagse Belgische wedstrijd door in de sprint Scott Sunderland en Axel Merckx te verslaan. De koers ging over een afstand van 194 kilometer, met de start in Zaventem en de finish in Alsemberg.

## Uitslag
| Brabantse Pijl 2001 |                  |                  |          |
| Plaats              | Naam             | Ploeg            | Tijd     |
| Winnaar             | Michael Boogerd  | Rabobank         | 4u31'10" |
| 2                   | Scott Sunderland | Team Fakta       | z.t.     |
| 3                   | Axel Merckx      | Domo-Farm Frites | z.t.     |
| 4                   | Dave Bruylandts  | Domo-Farm Frites | + 6"     |
| 5                   | Ludo Dierckxsens | Lampre-Daikin    | + 15"    |
| 6                   | Marc Lotz        | Rabobank         | z.t.     |
| 7                   | Geert Verheyen   | Rabobank         | + 29"    |
| 8                   | Davide Casarotto | Alessio          | + 38"    |
| 9                   | Karsten Kroon    | Rabobank         | + 1' 12" |
| 10                  | Daniele Nardello | Mapei-Quick Step | + 1' 16" |

1961 · 1962 · 1963 · 1964 · 1965 · 1966 · 1967 · 1968 · 1969 · 1970 · 1971 · 1972 · 1973 · 1974 · 1975 · 1976 · 1977 · 1978 · 1979 · 1980 · 1981 · 1982 · 1983 · 1984 · 1985 · 1986 · 1987 · 1988 · 1989 · 1990 · 1991 · 1992 · 1993 · 1994 · 1995 · 1996 · 1997 · 1998 · 1999 · 2000 · 2001 · 2002 · 2003 · 2004 · 2005 · 2006 · 2007 · 2008 · 2009 · 2010 · 2011 · 2012 · 2013 · 2014 · 2015 · 2016 · 2017 · 2018 · 2019 · 2020 · 2021 · 2022 · 2023 · 2024